# Zimbabue en la Copa Mundial de Rugby de 1987
La Selección de rugby de Zimbabue fue uno de los 16 participantes de la Copa Mundial de Rugby de 1987 que se realizó en Nueva Zelanda.
Fue la primera participación de los Sables en la Copa Mundial de Rugby.

## Plantel
Entrenador: Brian Murphy
Backs
1. Andy Ferreira
2. Pete Kaulback
3. Richard Tsimba
4. Campbell Graham
5. Eric Barrett
6. Craig Brown
7. Malcom Jellicoe (C)
8. André Buitendag
9. Shawn Graham
10. Marthinus Grobler

Forwards
1. Errol Bredenkamp
2. Jumbo Davidson
3. Keith Bell
4. George Elcome
5. Lance Bray
6. Andy Tucker
7. Tom Sawyer
8. Michael Martin
9. Rod Gray
10. Dirk Buitendag
11. Mark Neill
12. Neville Kloppers
13. Alex Nicholls

## Participación

### Grupo D
| Equipo   | Jug. | Gan. | Emp. | Perd. | A favor | En contra | Puntos |
| -------- | ---- | ---- | ---- | ----- | ------- | --------- | ------ |
| Francia  | 3    | 2    | 1    | 0     | 145     | 44        | 5      |
| Escocia  | 3    | 2    | 1    | 0     | 135     | 69        | 5      |
| Rumania  | 3    | 1    | 0    | 2     | 61      | 130       | 2      |
| Zimbabue | 3    | 0    | 0    | 3     | 53      | 151       | 0      |

### Encuentros
| 23 de mayo de 1987 | Rumania                                            | 21 – 20 (3-11) | Zimbabue                                              | Eden Park, Auckland,                                                 |                                                                      |
|                    | Tries: Paraschiv Toader Hodorca Pen: Alexandru (3) |                | Tries: , Tsimba Neill Con: Ferreira Pen: (2) Ferreira | Asistencia: 4500 espectadores Árbitro(s): Stephen Hilditch (Irlanda) | Asistencia: 4500 espectadores Árbitro(s): Stephen Hilditch (Irlanda) |

| 30 de mayo de 1987 | Escocia                                                                            | 60 – 21 (40-6) | Zimbabue                                     | Athletic Park, Wellington,                                          |                                                                     |
|                    | Tries: Tait , Tukalo , Duncan , Paxton , Oliver Hastings Jeffrey Con: Hastings (8) |                | Try: Buitendag Con: Grobler Pen: (5) Grobler | Asistencia: 12.000 espectadores Árbitro(s): David Burnett (Irlanda) | Asistencia: 12.000 espectadores Árbitro(s): David Burnett (Irlanda) |

| 2 de junio de 1987 | Francia                                                                                        | 70 – 12 (22-3) | Zimbabue                                    | Eden Park, Auckland,                                          |                                                               |
|                    | Tries: Modin , Camberabero , Charvet , Rodríguez , Dubroca Estève Laporte Con: Camberabero (9) |                | Try: Kaulbach Con: Grobler Pen: (2) Grobler | Asistencia: 3000 espectadores Árbitro(s): Derek Bevan (Gales) | Asistencia: 3000 espectadores Árbitro(s): Derek Bevan (Gales) |